# Luigi Dadda
Luigi Dadda (29 de abril de 1923 - 26 de octubre de 2012) fue un ingeniero informático italiano. Es conocido por el diseño del multiplicador Dadda y como uno de los primeros investigadores en los equipos modernos de Italia. Fue rector de la Universidad Técnica del Politecnico di Milano 1972-1984, colaborando en la investigación de la misma universidad hasta el año 2012.
Estudió ingeniería eléctrica en el Politécnico de Milán y se graduó en 1947 con una tesis sobre la transmisión de la señal, un puente de radio de microondas entre las ciudades de Turín y Trieste.
Murió el 26 de octubre de 2012 en Milano, Italia, a la edad de 89 años.